# Mezquita Molla Ahmad
La mezquita Molla Ahmad (en idioma azerí:Molla Əhməd məscidi) o la mezquita Nasir ad-Din Gashtasib (en idioma azerí:Nəsir ad-Din Gəştasib məscidi), es una mezquita histórica del siglo XIV. Es parte de la Ciudad Vieja y se encuentra en la calle Sabir, en la ciudad de Bakú , en Azerbaiyán. El edificio también fue registrado como monumento arquitectónico nacional por decisión del Consejo de Ministros de la República de Azerbaiyán, de fecha 2 de agosto de 2001, n.º 132.

## Historia
El monumento se encuentra en el tipo de mezquita de mahalla de la Ciudad Vieja de Bakú. Fue encargado por Nasraddin Gushtаsi ibn Hasan Hаjibаbа y construido por el arquitecto-maestro, Mаhmud ibn Saad a principios del siglo XIV, que también construyó el castillo de Nardaran (1301) y la mezquita Bibi-Heybat con minaretes en el pueblo de Bibi-Heybat. El monumento fue bautizado con el nombre de Ahmad por los residentes locales, en honor de su imán.

## Características arquitectónicas

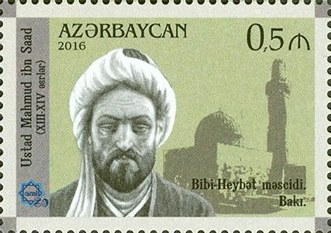
Sello conmemorativo en honor del arquitecto Mahmud ibn Saad.

La mezquita es cuadrangular. Consiste en una única sala de pequeñas dimensiones. En el muro sur se instaló un sencillo mihrab, una cúpula de piedra de forma baja con coronas a los lados. Su fachada asimétrica está rematada con una entrada de perfil preciso y dos ventanas, que fueron añadidas en épocas posteriores.
En la parte superior de la mezquita hay una inscripción en árabe. La escritura de dos líneas ofrece información detallada sobre la fecha de construcción de la mezquita, su cliente y el arquitecto, que desempeñó un papel activo en la construcción de edificios y estructuras militares, religiosos y conmemorativos. En sus obras, se observa la influencia del período de los Shirvanshah.

## Galería

Diversas vistas de la mezquita
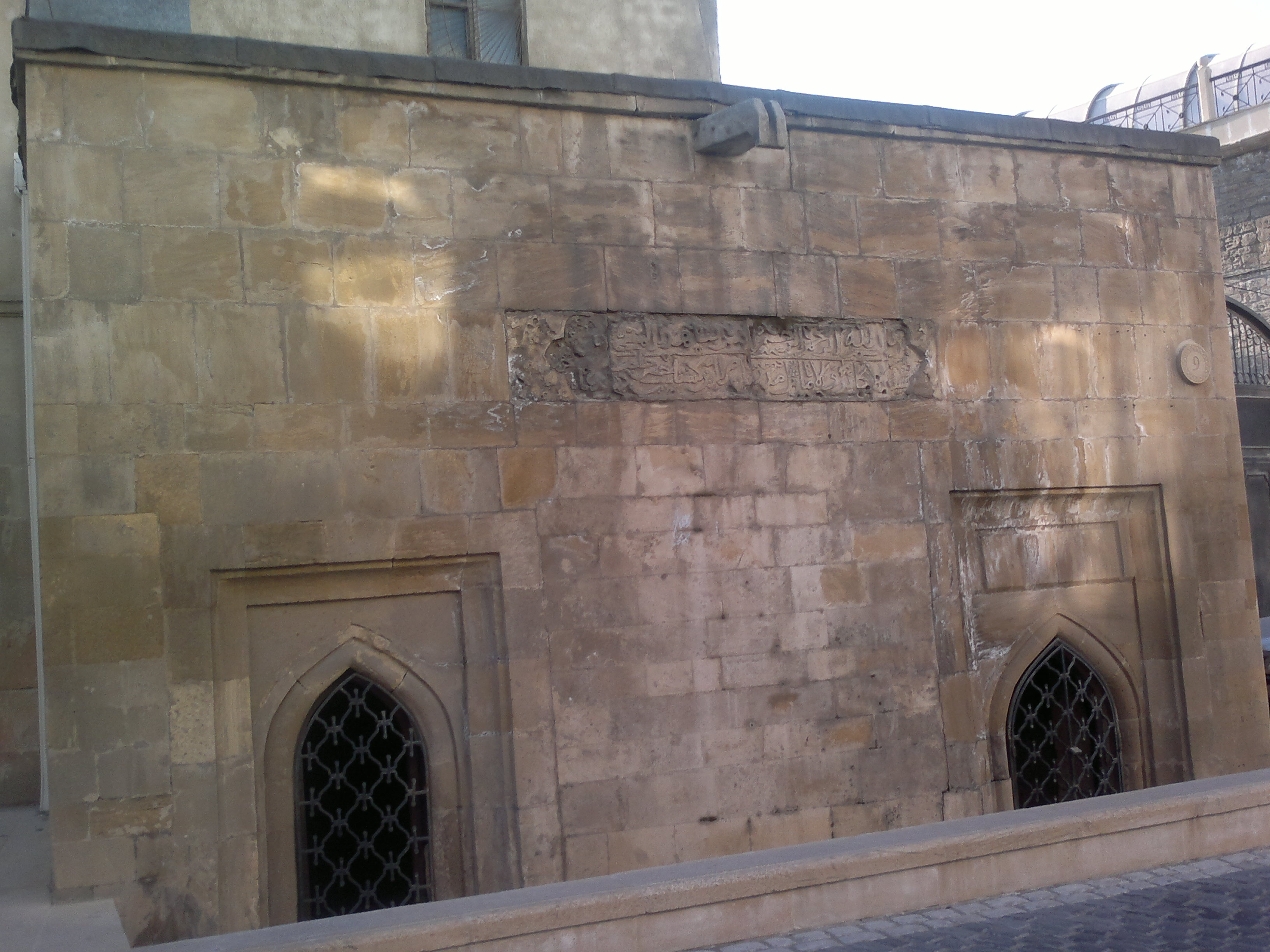
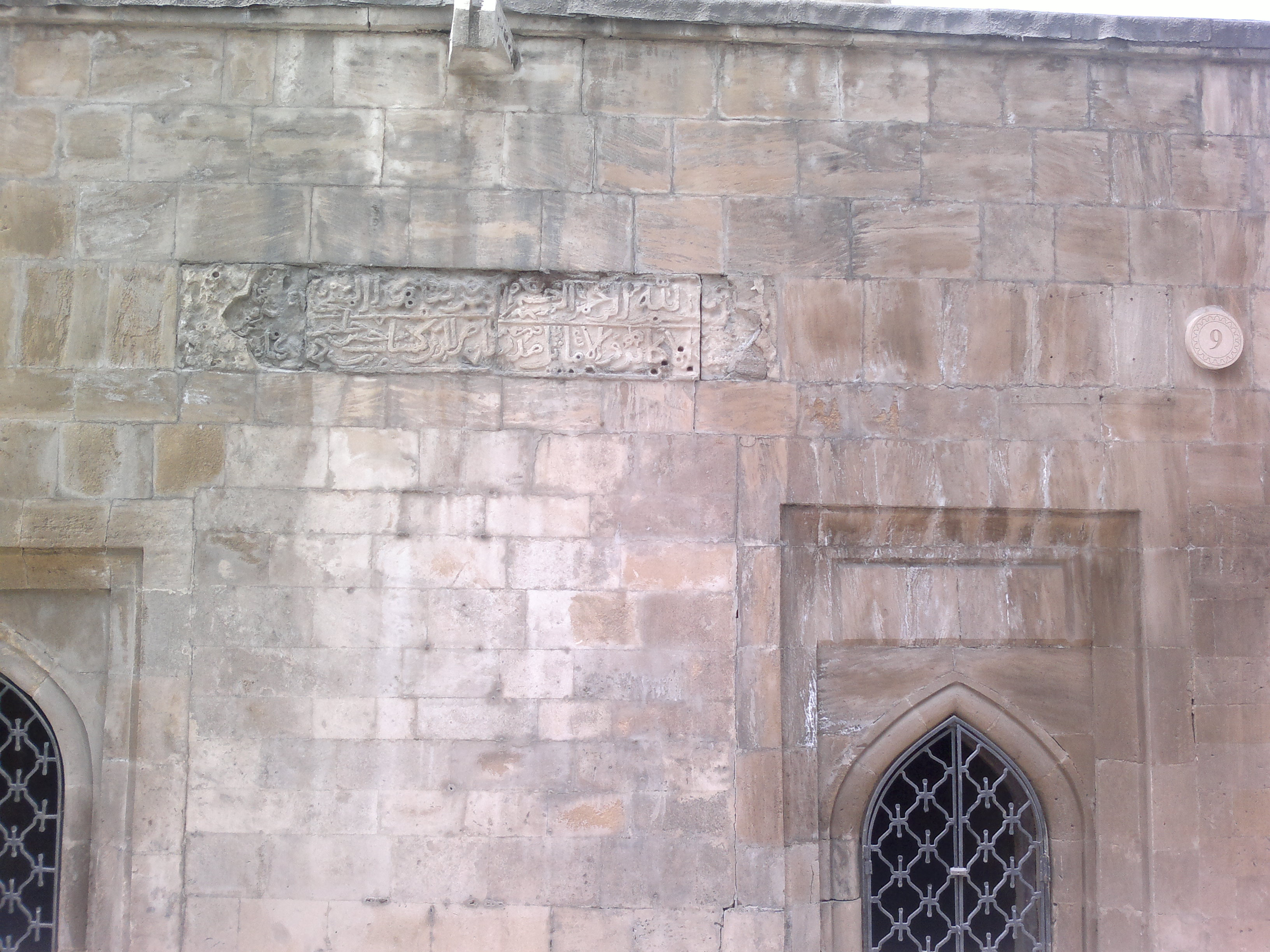
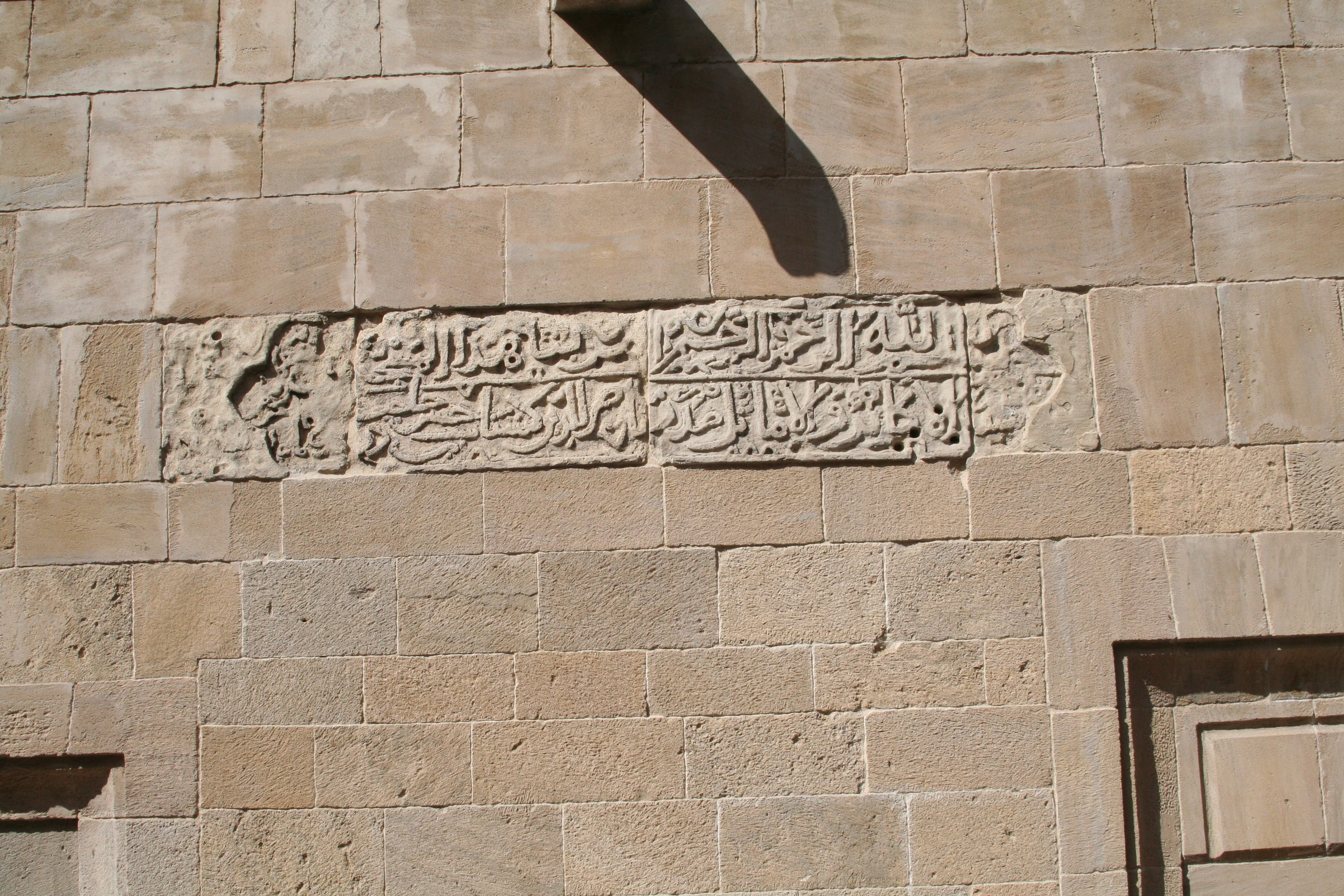